# Jiříkovo Údolí
Jiříkovo Údolí, dříve také Jiříkovo Oudolí (německy Georgenthal) je součást obce Petříkov, leží v nadmořské výšce 493 m n. m. v katastrálním území Těšínov. Na místě někdejší těžby rašeliny pro provoz zdejších, dnes již neexistujících skláren, je národní přírodní rezervace Červené blato. Necelé 2 km severně od Jiříkova Údolí je lesní rybník Xerr.

## Historie
Na přelomu 18. a 19. století zde byla založena sklárna, která dostala jméno po svém zakladateli. Jejím zakladatelem byl Jiří František August Buquoy, ale sklárna zde existovala již před rokem 1774. Vyrábělo se zde černé a červené hyalitové sklo, duté sklo i tabulové sklo. Pro provoz sklárny byl v blízkosti písek a rašelina (ročně se zde vytěžily miliony rašelinových borek). Kolem sklárny byly postaveny obytné a hospodářské budovy. Dále zde byl postaven kostelík (dnes je z něj rekreační chalupa). Již koncem 19. století byl provoz skláren postupně omezován. V letech 1938 až 1945 bylo Jiříkovo Údolí v důsledku uzavření Mnichovské dohody přičleněno k nacistickému Německu.

### Historické údaje o počtu obyvatel
| Počet obyvatel | Počet obyvatel | Počet obyvatel | Počet obyvatel | Počet obyvatel | Počet obyvatel | Počet obyvatel | Počet obyvatel | Počet obyvatel |
| -------------- | -------------- | -------------- | -------------- | -------------- | -------------- | -------------- | -------------- | -------------- |
| Rok            | 1869           | 1880           | 1890           | 1900           | 1910           | 1921           | 1930           | 1950           |
| Počet obyvatel | 128            | 166            | 286            | 236            | 16             | 45             | 32             | 2              |

### Obecní samospráva
Jiříkovo Údolí bylo v letech 1869–1890 osadou obce Buková, v letech 1900–1975 osadou obce Těšínov a od 1. 1. 1976 do 30. 6. 1980 byl část obce Olešnice. Od 1. 7. 1980 je součástí obce Petříkov.